# Guaraní-Krieg
Der Guaraní-Krieg, auch Guaraní-Kriege oder Krieg der sieben Reduktionen genannt, war eine Auseinandersetzung zwischen dem Stamm der Guaraní in sieben Jesuitenreduktionen und verbündeten spanisch-portugiesischen Truppen. Der Konflikt war ein Resultat des Vertrages von Madrid von 1750, der einen neuen Grenzverlauf zwischen spanischem und portugiesischem Kolonialbesitz in Südamerika festlegte. Er stand aber auch im Zusammenhang der Auseinandersetzung europäischer Herrscher mit dem Jesuitenorden.
Die vom Vertrag von 1750 festgesetzte Grenzlinie zwischen beiden Territorien bildete nunmehr der Uruguay-Fluss. Portugal bekam das Land östlich des Flusses zugesprochen. Die sieben Jesuitenmissionen in diesem Gebiet, die Misiones Orientales genannt wurden, sollten aufgegeben und in das spanische Territorium westlich des Flusses verlegt werden. Die Missionen können als erste Indianerreservate der Geschichte bezeichnet werden, unterstanden sie doch der Krone direkt und nicht den Kolonien, freilich unter der Kontrolle des Ordens. Sie trugen die Namen San Miguel, Santos Angeles, San Lorenzo Martir, San Nicolas, San Juan Bautista, San Luis Gonzaga und San Francisco de Borja.
1754 kontrollierte der Jesuitenorden noch die Missionen. Doch der Stamm, angeführt durch Sepé Tiaraju, widersetzte sich der – freilich unter staatlichem Druck gegebenen – Aufforderung des Ordens zur Umsiedlung. Der Versuch der spanischen Armee, 1754 die Guaraní mit Gewalt umzusiedeln, misslang. Es wird davon ausgegangen, dass einige Jesuiten den Indianern beistanden. Im Februar 1756 jedoch griffen 3000 spanisch-portugiesische Soldaten die Siedlungen an. Im Ergebnis starben 1511 Guaraní, während die Europäer nur vier Tote zu beklagen hatten. Nach der Schlacht besetzten die Truppen die sieben Siedlungen.
Zu guter Letzt annullierten Spanien und Portugal ihren Vertrag von 1750 durch den Vertrag von El Pardo (1761), der Spanien die Kontrolle über die sieben Missionen und die sie umgebenden Territorien zurückgab.

## Rezeption
Der 1986 veröffentlichte Spielfilm Mission basiert lose auf diesen Ereignissen.